# Giacomo Russo
Giacomo Russo, poznatiji pod pseudonimom Geki (Milano, Italija, 23. listopada 1937. − Caserta, Italija, 18. lipnja 1967.) je bio talijanski vozač automobilističkih utrka. Naslove u Talijanskoj Formuli Junior je osvajao od 1961. do 1963., a naslov u Talijanskoj Formuli 3 je osvojio 1964. U Formuli 1 je nastupao samo na Velikim nagradama Italije na Monzi između 1964. i 1966. Nastupao je i na utrkama 24 sata Le Mansa 1965. i 1966., 1000 km Nürburgringa od 1965. do 1967., 12 sati Sebringa 1966. i 1967., 1000 km Monze 1965. i 1966., no bez većih uspjeha. Godine 1966. osvojio je drugo mjesto na utrci 4 sata Monze, zajedno sa suvozačem Raffaeleom Pintom u bolidu Alfa Romeo 1600 GTA. Poginuo je 1967. na utrci Talijanske Formule 3 u Caserti.

## Vanjske poveznice
- Giacomo Russo - Driver Database
- Geki - Stats F1
- All Results of Geki - Racing Sport Cars